# Berthe Fusier
Berthe Fusier (Paris 8e, 17 novembre 1883 - Lagny-sur-Marne, 5 avril 1974) est une actrice française.

## Biographie
Elle est la fille de Léon Fusier et la sœur de Jeanne Fusier-Gir.

## Théâtre
- Le Costaud des épinettes, Tristan Bernard, Alfred Athis, Théâtre du Vaudeville, 1910[2]
- Bel-Ami, de Fernand Nozière d'après Guy de Maupassant, rôle de Madame Walter, Théâtre du Vaudeville, 23 février 1912.
- Le Contrôleur des wagons-lits, Alexandre Bisson, Théâtre de l'Empire, 1917[3]
- Les Sentiers de la vertu, comédie en trois actes de Robert de Flers et Arman de Caillavet, 1919 [4]
- L'Étrange Aventure de M. Martin-Péquet, Pierre Chaine, théâtre Sarah-Bernardt, 1920[5]
- Compère le renard, Georges Polti, Théâtre de la renaissance, 1920[6]
- La Noce à papa, Alfred Machard, théâtre des Deux-Marches, 1922[7]
- La Revue du canard enchaîné, Maurice Maréchal, Victor Snell et Jules Rivet, Théâtre du boulevard, 1922[8]
- L'Exquis Péché, opérette en 3 actes, texte Alin Monjardin, Marcel Nancey, musique Édouard Jouve, Théâtre Comœdia, 1926
- Tout pour le mieux, Luigi Pirandello, Théâtre de l'Atelier, avec Charles Dullin, 1926[9]
- Fanny et ses gens, Jerome K. Jerome, théâtre Daunou, 1927[10]
- La Banque Némo, pièce en trois actes et neuf tableaux, Louis Verneuil, Alhambra (Alger), 1932[11]

## Films
- L'Agonie des aigles, Roger Richebé, 1933

## Critiques
- « Mlle Berthe Fusier, que la critique et le public ont, depuis six ans, particulièrement appréciée pour son talent de composition, au Vaudeville, au théâtre Antoine, au théâtre Réjane et dernièrement au Grand-Guignol, vient d'être engagée pour la saison prochaine par M. Fernand Samuel. C'est pour Les Variétés une excellente acquisition. »[12]